# Osmotherley, North Yorkshire
Osmotherley är en ort och civil parish i Storbritannien.   Den ligger i grevskapet North Yorkshire och riksdelen England, i den centrala delen av landet, 300 km norr om huvudstaden London. Osmotherley ligger 164 meter över havet och antalet invånare är 600.
Terrängen runt Osmotherley är kuperad åt sydost, men åt nordväst är den platt. Runt Osmotherley är det ganska glesbefolkat, med 29 invånare per kvadratkilometer. Närmaste större samhälle är Northallerton, 9,2 km väster om Osmotherley. I omgivningarna runt Osmotherley växer i huvudsak blandskog.